# 2577 Литва
2577 Литва (лит. Lietuva) — астероїд, що належить до групи астероїдів, які перетинають орбіту Марса і мають спектральний клас E. Він був відкритий 12 березня 1975 року радянським астрономом Миколою Черних у Кримській обсерваторії й названий на честь республіки Литва.

## Характеристики та орбіта
Астероїд мав тимчасове позначення 1975 EE3, також має альтернативні позначення: 1934 VY, 1954 JD, 1976 SA2. Афелій — 2,1667 а.о., перигелій — 1,6421 а.о., ексцентриситет складає 0,1377. Нахил орбіти становить 22,908°. Орбіта лежить у внутрішньому районі Головного поясу астероїдів, належить до групи Угорщини. Приблизний діаметр — 4,23 км, альбедо складає приблизно 0,4, період обертання навколо своєї осі — 2,8 год.

## Супутники
У березні 2009 року до Центрального бюро астрономічних телеграм надійшло повідомлення про відкриття у нього супутника, а 2012 року було відкрито другий супутник.
| Попереднє позначення | Радіус орбіти | Діаметр |
| -------------------- | ------------- | ------- |
| S/2009 (2577) 1      | 21 км         | 1,4 км  |
| S/2012 (2577) 1      | 378 км        | 1,2 км  |